# O Incio
O Incio település Spanyolországban, Lugo tartományban. O Incio A Pobra do Brollón, Bóveda, Paradela, Sarria, Samos és Folgoso do Courel községekkel határos. Lakosainak száma 1508 fő (2024).

## Népesség
A település népessége az elmúlt években az alábbi módon változott:
| Lakosok száma | 2503 | 2358 | 2185 | 2087 | 1875 | 1797 | 1667 | 1570 | 1536 | 1508 |
|               | 2001 | 2004 | 2007 | 2009 | 2012 | 2014 | 2017 | 2019 | 2022 | 2024 |